# Clippers de Nanaimo
Les Clippers de Nanaimo sont une équipe de hockey sur glace de la Ligue de hockey de la Colombie-Britannique. L'équipe est basée à Nanaimo dans la province de la Colombie-Britannique au Canada.

## Historique
L'équipe est créée en 1972.

## Palmarès
- Coupe Fred Page : 1976, 1977, 1978, 2004, 2007.
- Coupe Doyle : 2004.